# Турский, Георгий Митрофанович
Георгий Митрофанович Турский (1870—1926) — русский лесовод, профессор. Сын лесовода М. К. Турского.

## Биография
Родился в 1870 году в селе Лисино Царскосельского уезда Санкт-Петербургской губернии (ныне посёлок Лисино-Корпус Тосненского района Ленинградской области). Отец — М. К. Турский, русский лесовод, преподаватель лесных наук в Лисинском егерском училище.
В 1876 году переехал вместе с родителями в Москву, когда его отца назначили экстраординарным профессором по кафедре лесоводства Петровской сельскохозяйственной академии.
Окончил математический факультет Московского университета.
С 1895 до 1913 года работал ассистентом кафедры лесоводства Петровской сельскохозяйственной академии. Являлся одним из учредителей Высших женских сельскохозяйственных курсов в 1908 году в Москве, позднее был их ректором.
С 1913 года до конца жизни Г. М. Турский работал профессором лесной таксации в Константиновском межевом институте (ныне Московский институт землеустройства). Одним из учеников профессора Г. М. Турского был будущий лётчик-штурман Герой Советского Союза А. В. Беляков.
Профессор Г. М. Турский совместно с В. И. Советовым поддерживали в надлежащем порядке пробные площади в Лесной даче, где им производились таксационные исследования, которые легли в основу его главных трудов — «Очерки по теории прироста» и «Лесная таксация».
Одновременно являлся председателем церковно-приходского совета церкви Петра и Павла при Петровской сельскохозяйственной академии. В апреле 1922 года был арестован вместе с 32 московскими священнослужителями, среди которых были протопресвитер Александр Хотовицкий и игуменья Вера (Побединская), а также 86 мирянами. Кроме обвинения по «делу об изъятии церковных ценностей» профессора Турский и Борисов дополнительно обвинялись в том, что «постановили оказать противодействие изъятию (и его оказали) и заменить церковные ценности другими предметами…»
13 декабря 1922 года осуждён Московским Революционным Трибуналом по статье 119 УК РСФСР по групповому делу «Московский процесс об изъятии церковных ценностей (II этап), декабрь 1922 г.» на 3 года лишения свободы и 1 год поражения в правах. Находился в заключении в Сретенском арестантском доме. Постановлением Президиума ВЦИК от 12 января 1923 года был условно освобождён: «Рассмотрев вопрос о применении амнистии, Трибунал постановил срок отбывания наказания сократить всем осуждённым на одну треть… зачесть время предварительного заключения.»

Могила Г. М. Турского в Тимирязевском парке

Умер 27 февраля 1926 года. Похоронен в Москве на территории Тимирязевского парка.
22 апреля 1996 года посмертно реабилитирован прокурором Московской области.

## Труды
- Сеялка «Экономия» А. Ф. Борисова // Труды Московского Лесного Общества. — М., 1907.
- Очерки по теории прироста. — М.: Жизнь и знание, 1925. — 72 c.
- Лесная таксация. — М.: Новая деревня, 1927. — 211 с.

## Документы
- Архив УФСБ по Московской обл. Д.11013.
- Дело: Турский Георгий Митрофанович. ГА РФ. Ф. А539, оп. 3, д. 4471.